# 資源・素材学会
一般社団法人 資源・素材学会（しげんそざいがっかい、英語: The Mining And Materials Processing Institute Of Japan (MMIJ)）は、日本の学術研究団体の一つ。

## 概要
1885年2月28日設立。学術研究団体としての種別は単独学会である。材料工学を学術研究領域とし、資源・素材に関する調査・研究、情報の収集及び提供、教育及び人材育成などを通じて、資源・素材に関する科学・技術の進歩及び向上を図り、産業及び学術文化の発展に寄与することを目的としている。
国内においては日本工学会および岩の力学連合会に、国際学術連合体としてはWorld Mining Congress International Orgaization of Minerals, Metals, and Materials Societiesに加入している。
国際会議としてInternational Biohydrometallurgy Symposiumを主催、International Conference of Lead & ZincInternational Conference of CopperInternational Symposium on East Asian Resources Recycling TechnologyThe European Metallurgical Conference 2021を共催した。

## 沿革
- 1885年 - 日本鑛業會設立。
- 1900年 - 社団法人日本鑛業會となる。
- 1968年 - 社団法人日本鉱業会に改称。
- 1988年 - 社団法人資源・素材学会に改称。
- 2011年 - 一般社団法人資源・素材学会へ移行。

## 刊行物

### Journal of MMIJ
- 誌名（和文）：Journal of MMIJ
- 誌名（欧文）：Journal of MMIJ
- 創刊年：1885
- 資料種別：ジャーナル（査読付き論文を含む）
- 使用言語：日英混在
- 発行形態：印刷体
- 著作権帰属先：学会
- クリエイティブコモンズ：定めている（CC BY-NC-ND）
- 購読：無料

### 季刊　資源と素材
- 誌名（和文）：季刊　資源と素材
- 誌名（欧文）：MMIJ QUATERLY
- 創刊年：2016
- 資料種別：研究報告・技術報告
- 使用言語：日本語のみ
- 発行形態：印刷体
- 著作権帰属先：学会
- クリエイティブコモンズ：定めていない
- 購読：有料